# Casa Museo Capitán Antonio Ricaurte
El Museo Casa Capitán Antonio Ricaurte es un museo histórico localizado en Villa de Leyva (Colombia). El museo está dedicado a mostrar varias artefactos históricos que se utilizaron en el tiempo colonial de Colombia así como la historia del país.

## Historia
El edificio de museo era originalmente usado como la casa de Antonio Ricaurte. Cuándo la familia Ricaurte mudó a la capital del Virreinato, la casa estuvo abandonada. En 1910, la casa estuvo utilizada como la sede de una Colegio Agrario. En 1968, la Fuerza Aérea de Colombia decidió convertir la casa a un museo, en este año, el ministro de Defensa Gerardo Ayerbe visitó el edificio. En 1969, se realizaron trabajos de restuaración a la casa. En el 25 de marzo de 1970, para conmemorar la muerte de Antonio Ricaurte, el museo fue inaugurado.
El museo contiene exhibiciones sobre la historia y patrimonio cultural de Colombia. Este museo conmemora al Capitán Antonio Ricaurte, mostrando exposiciones que describe las batallas de independencia en la región. El museo contiene varios artefactos históricos y un jardín. También, expone alrededor 300 objetos que incluyen retratos de Antonio Ricuarte y Simón Bólivar, así como escudos de Colombia.